# Атакёй (Бакыркёй)

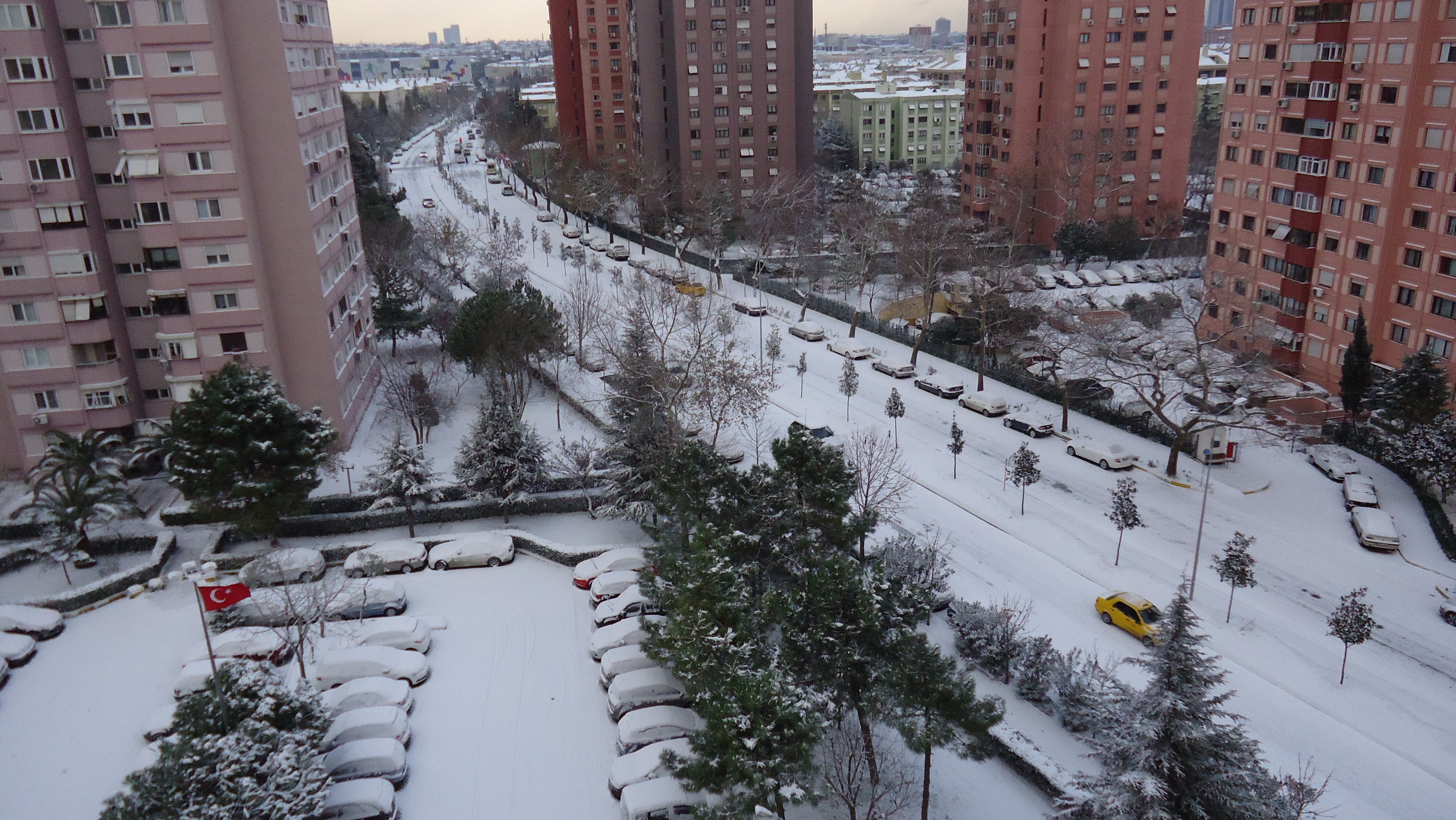
Вид заснеженного Атакёя

Атакёй (тур. Ataköy) — семт (квартал) в районе Бакыркёй (Стамбул, Турция). Он появился в результате реализации проекта одного из первых городов-спутников в стране.
Атакёй расположен на европейской берегу Стамбула. Он граничит с районом Бахчелиэвлер и махалле Шириневлер. Его территория, раннее являвшаяся окраиной Стамбула, принадлежала турецким военным и называлась Барутхане (буквально переводится как «пороховой склад»). В 1950-х годах правительство премьер-министра Аднана Мендереса, пребывавшего в этой должности в 1950—1960 годах, передало эту местность в собственность государственному банку недвижимости Emlak Bank для создания на ней города-спутника с жильём, доступным для семей со средним уровнем дохода. В 1956 году реализация этого проекта началась с оборудования пляжа. Район получил название «Атакей», что буквально можно перевести как «поселение Ататюрка». План включал в себя создание 12 000 квартир, трёх отелей, пляжа, клубов, торговых центров, культурного центра и спортивных сооружений.
Квартал Атакёй состоит из четырёх районов с 11 секциями блоков многоквартирных домов. Он представляет собой тихий жилой район с обширными зелёными зонами. 9-я и 10-я секции Атакёя появились в 1986 году, а 7-я и 8-я — в 1990 году. В последние годы ряд строительных компаний возвели жилые кварталы вокруг уже существующих многоквартирных домов.
В Атакёе расположены следующие примечательные объекты: Культурный центр Юнуса Эмре, Консерватория муниципалитета Бакыркей, пристань для яхт Атакёй, торговые центры Atrium, Galleria Ataköy и Ataköy A Plus, спортивные арены «Синан Эрдем Даум» и Ataköy Athletics Arena.

## Население
По состоянию на 2017 год общая численность населения Атакёя составляла 47 932 человека, при этом количество женщин превышало число мужчин.
| Секции              | Мужчины | Женщины | Всего  |
| ------------------- | ------- | ------- | ------ |
| 1-я секция          | 724     | 943     | 1667   |
| 2, 5, и 6-е секции  | 6343    | 7328    | 13 671 |
| 3, 4, и 11-е секции | 3656    | 4494    | 8150   |
| 7—10-е секции       | 11 228  | 13 216  | 24 444 |
| Всего               | 21 951  | 25 981  | 47 932 |

## Транспорт
В квартале располагаются выходы на станцию Атакёй—Шириневлер Линии 1 Стамбульского метрополитена. Маршруты городских автобусов 71T и 71AT связывают Атакёй с площадью Таксим, находящейся в центре города.